# Hogna adjacens
Hogna adjacens là một loài nhện trong họ Lycosidae.
Loài này thuộc chi Hogna. Hogna adjacens được Carl Friedrich Roewer miêu tả năm 1959.